# Tomorrow's World (Erasure)
Tomorrow's World è il quattordicesimo album discografico in studio del gruppo musicale synthpop britannico Erasure, pubblicato nel 2011.

## Tracce
1. Be with You – 3:33
2. Fill Us with Fire – 3:16
3. What Will I Say When You're Gone? – 3:42
4. You've Got to Save Me Right Now – 2:52
5. A Whole Lotta Love Run Riot – 3:46
6. When I Start To (Break It All Down) – 3:43
7. I Lose Myself – 3:15
8. Then I Go Twisting – 3:51
9. Just When I Thought It Was Ending – 3:40

## Formazione
- Andy Bell - voce
- Vince Clarke - chitarra, synth